# Michel Clemenceau
Michel Clemenceau (La Réorthe, 1873. november 24. – Moret-sur-Loing, 1964. március 4.) francia politikus. 1945 és 1951 között nemzetgyűlési képviselő is volt.
Magyar felesége miatt volt ismert Magyarországon 1914 után.

## Családja és karrierje
Georges Clemenceau és az amerikai Mary Plummer fia, Michel Clemenceau gyermekkorának egy részét apai nagyapjával, Benjaminnal töltötte l'Aubraie családi kastélyában, Féole de La Réorthe-ban (Vendée megye).
Fegyelmezetlensége miatt több intézményből, köztük a párizsi Monge iskolából is kizárták, 1888 körül apja végül Zürichbe küldte magántanári képzésre, majd az Agronómiai Intézetbe, ahol mezőgazdaság szakon mérnöki diplomát szerzett 1894-ben.
Még 1905-ben Franciaországban olyan többé-kevésbé kétes ügyekben vett részt, amelyek hátrányosan érintették apját – akit azzal vádoltak, hogy fiának kedvezett, amikor a katonai közigazgatással foglalkozott –, és amelyek egy bizonyos Le François-val hozták kapcsolatba, akit csalásért elítéltek. 1910-ben. Miután összevesztek e rossz döntések miatt, a "Tigris" és fia csak 1914-ben békült ki végül, amikor Michel bevonult katonának az első világháborúba.
Magyarországon dolgozva 1901-ben feleségül vette Michnay Idát, akitől két fia született. Második házasságakor Párizsban 1922. november 9-én feleségül vette Augusta de Clynsent; harmadszor is megházasodott Párizsban 1931. július 30-án Anette Smith-tel, végül 1963-ban Párizsban negyedik házasságot is kötött Madeleine Marcelle Blanche Durand-nal.

## Magyar felesége
Időről időre felbukkan a szóbeszéd, miszerint Clemenceau-t a magyar menye iránti engesztelhetetlen gyűlölet vezette a Magyarországot megcsonkító trianoni döntéshez.
A fiatal Clemenceau-nak Svájcban ajánlották figyelmébe Magyarországot, hogy gyakorlati tapasztalatokat szerezzen mit agrármérnök, de valószínűleg segítette a döntésben, hogy apja, a politikus Georges Clemenceau a karlsbadi fürdőben együtt kezeltette magát báró Kuffner Károllyal, a galántai cukorgyár tulajdonosával.
Michel Clemenceau még magyarul is megtanult. Három évig dolgozott a cukorgyárban, közben udvarolt Michnay járásbíró fiatal lányának, a 18 esztendős Idának. Michel Clemenceau leveleiben mindenről beszámolt apjának, Georges Clemenceau-nak is, aki egyes források szerint ellátogatott Galántára is, ahol három napig élvezte Michnayék vendégszeretetét. Más források szerint viszont a francia miniszterelnök sohasem járt Magyarországon. Alain Sobigou francia történész határozottan állítja egy Clemenceau-nak szentelt lexikonban, hogy sohasem járt Magyarországon.
Michel és Ida 1901. június 2-án összeházasodtak. Egy ideig Galántán laktak, majd Trencsénteplicre költöztek. Itt született meg első gyermekük, aki nagyapja után a Georges keresztnevet kapta. Ezután Franciaországba költöztek, Clemenceau egy fontaney-i parafagyár igazgatója lett, Ida pedig még egy gyermeket szült 1904-ben, Pierre-t.
Magyarországon elterjedt az a legenda, hogy Ida hagyta ott a férjét, aki öngyilkos lett, és ezért utálta Clemenceau a magyarokat és hagyta jóvá a trianoni békét.
Még a világháború alatt elváltak, és hosszasan pereskedtek egymással gyermekeik elhelyezéséről, ami miatt a két fiú egy ideig intézetben nevelkedett.

## Politikai karrierje 1945 után
1945-ben  Michel Clemenceau-t a "Szociális és Antifasiszta Tömörülés", majd egy jobboldali párt, a Szabadság Köztársasági Pártja (PRL) színeiben választották meg Seine-et-Marne képviseletében az első, ill. majd a harmadik országgyűlési választások alatt(1945-1946). A vállalkozások államosítására irányuló baloldali tervek ellen szavazott, és ellenezte a Negyedik Köztársaság különféle alkotmányos terveit.  Miután 1946 januárjában indult az Ideiglenes Kormány elnöki posztjáért, legyőzte a szocialista Félix Gouin.
Michel Clemenceau-t újraválasztották Seine-et-Marne parlamenti képviselőjévé az 1946. novemberi PRL-es választásokon, ő volt ennek a politikai pártnak a jelöltje az 1947-es elnökválasztáson, 60 szavazatot kapott a 8836-ból.
1947 márciusában kinevezték a legfelső bíróság (amely az elnököt ellenőrizte) teljes jogú bírójává, ahol két évvel korábban Pétain marsall ellen tanúskodott.
A CNI párt (amely éppen magába olvasztotta a PRL-t) listáján szereplő jelölt, vereséget szenvedett az 1951-es parlamenti választásokon. Ezután visszavonult a politikai élettől.

## Fordítás
Ez a szócikk részben vagy egészben  a   Michel Clemenceau című francia Wikipédia-szócikk ezen változatának fordításán alapul.  Az eredeti cikk szerkesztőit annak laptörténete sorolja fel. Ez a jelzés csupán a megfogalmazás eredetét és a szerzői jogokat jelzi, nem szolgál a cikkben szereplő információk forrásmegjelöléseként.